# Johann Friedrich Cartheuser

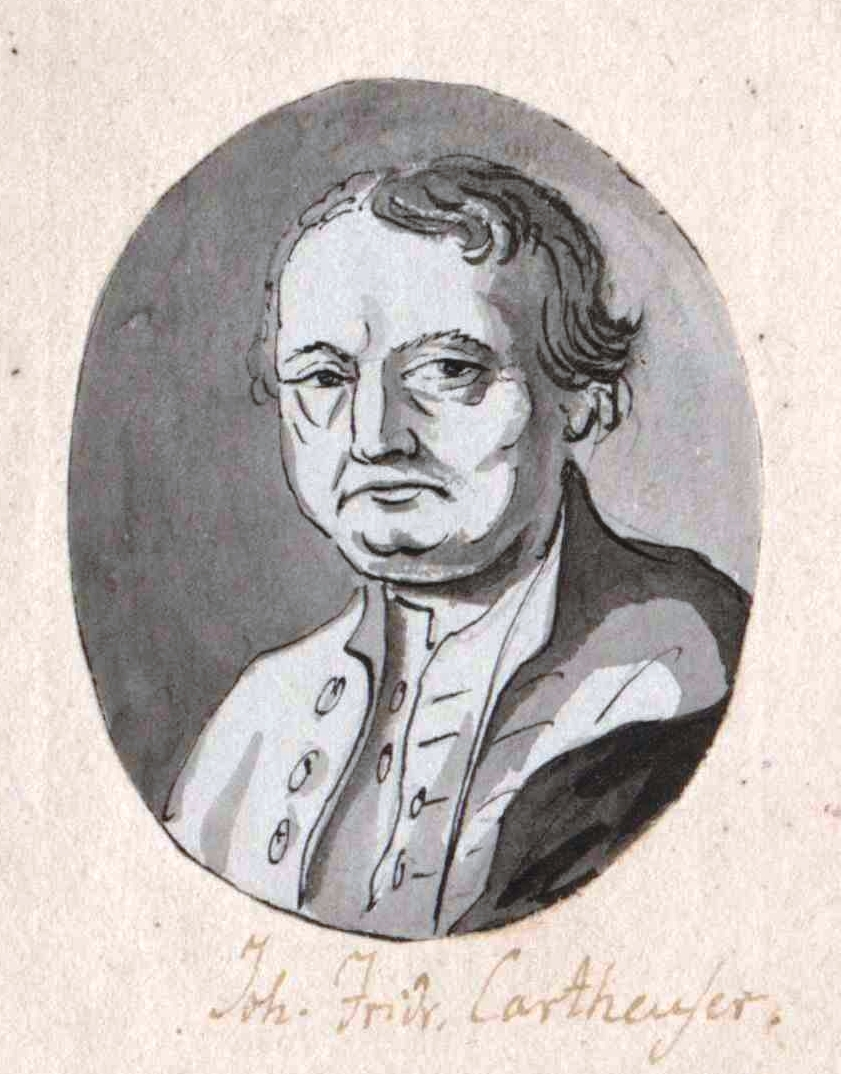
Johann Friedrich Cartheuser

Johann Friedrich Cartheuser (* 29. September 1704 in Hayn (Harz); † 22. Juni 1777 in Frankfurt (Oder)) war ein deutscher Chemiker und Mediziner.

## Leben
Johann Friedrich Cartheuser begann seine wissenschaftliche Laufbahn wohl in Halle (Saale), wo sein Sohn Friedrich August geboren wurde. Er kam als Doktor der Medizin an die Brandenburgische Universität Frankfurt und wurde hier Professor der Chemie und Pharmazie, später der Pathologie und Therapie. Durch die Erforschung der Wirkung von Pflanzensäften hatte er erheblichen Einfluss auf die Entwicklung der Pharmazie.
Wurde, gemeinsam mit seinem Sohn, 1755 Mitglied der Akademie gemeinnütziger Wissenschaften zu Erfurt. 1758 wurde er als auswärtiges Mitglied in die Preußische Akademie der Wissenschaften aufgenommen.

## Schriften (Auswahl)
- Dissertationes physico-medicae-chymico-medicae annis nuperis de quibusdam materiae medicae subiectis exaratae ac publice habitae. Straus, Frankfurt 1774. (Digitalisat)
- Dissertationes non nullae selectiores physico-chymicae. Straus, Frankfurt 1775. (Digitalisat)
- Elementa Chemiæ Medicæ Dogmatico-experimentalis, Una Cum Synopsi Materiæ Medicæ Selectioris in Usum Tyronum Edita. Fritsch, Halle 1736. (Digitalisat)
- Elementa chymiae dogmatico-experimentalis in usum academicum conscripta. Kleyb, Frankfurt 1753. (Digitalisat)
- Fundamenta materiae medicae : tam generalis quam specialis in usum academicum conscripta . (Bd. 1–2) 1749/1750 Digitalisierte Ausgabe der Universitäts- und Landesbibliothek Düsseldorf
- Pharmacologia theoretico-practica. Haude, Berlin 1745. (Digitalisat)